# Etlingera goliathensis
Etlingera goliathensis är en enhjärtbladig växtart som först beskrevs av Theodoric Valeton, och fick sitt nu gällande namn av Rosemary Margaret Smith. Etlingera goliathensis ingår i släktet Etlingera och familjen Zingiberaceae. Inga underarter finns listade i Catalogue of Life.